# 亞馬遜公司
亞馬遜公司（英文：Amazon.com, Inc.）是一家總部位于美国西雅圖的跨国电子商务企业，目前是全球最大的互联网线上零售商之一，也是美国《财富》杂志2016年评选的全球最大500家公司的排行榜中的第44名。亚马逊公司在2021年的财富500强企业里列第2位。
亚马逊公司在美国、加拿大、英國、法國、德國、中國 、新加坡、意大利、西班牙、巴西、日本、印度、墨西哥、澳大利亞和荷兰均开设了零售网站，而其旗下的部分商品也会通过国际航运的物流方式销售往其他国家。波兰和瑞典等国也有望开设分站。
2020年2月，亚马逊市值正式達到1兆美元（曾於2018年9月4日及2019年盤中兩度達標但未能保持至收盤），次於蘋果公司、微軟、Alphabet旗下谷歌，為第四家市值破兆美元的美國上市公司。

## 历史

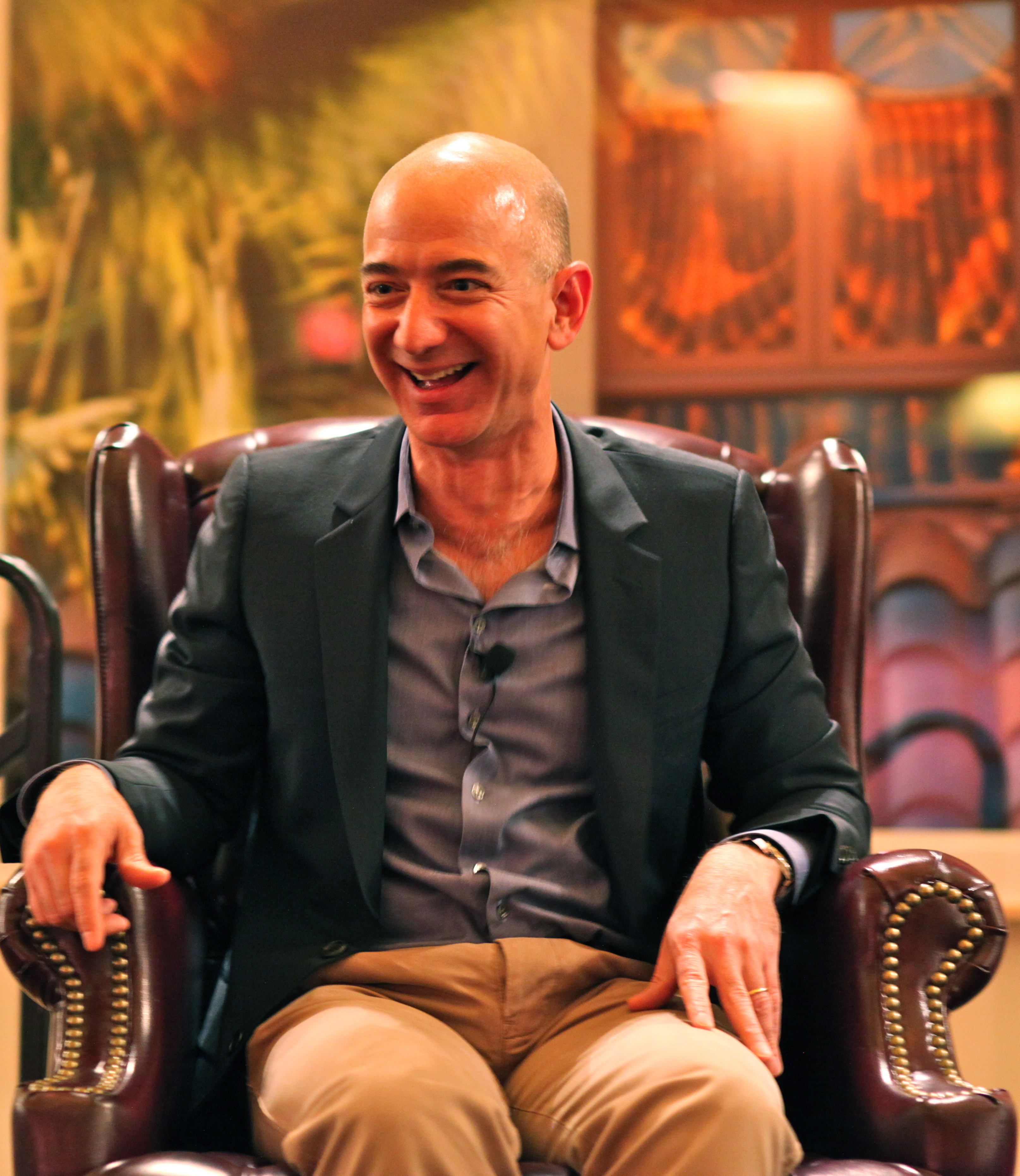
亚马逊创始人杰夫·贝索斯

1994年7月，杰夫·贝索斯十分渴望参与到当时爆发的互联网商务行业中，因而在其所称的“遗憾最小化框架”（以自己的努力实践击退日后可能萌发的后悔之情）的驱动下，他在华盛顿州贝尔维尤的车库中一手创立了这家公司，并命名其为“Cadabra”。贝索斯希望能将公司以A开头进行命名，这样在按字母排序的列表中就能更快地映入人们的眼簾。在翻阅字典后，贝索斯决定使用“亚马逊”这个名字，因为他觉得这是个“富有异国情调且与众不同”的地方，同时，按流域面积和水流量计算，亚马逊河是世界上最大的河流，这与贝索斯希望公司成为世界之最的期望不谋而合。自从2000年起，亚马逊公司的品牌标志中出现了一条从字母“A”指向字母“Z”的微笑箭头，象征着其旗下的商品包罗万象。
公司業務起始於線上書店，1995年7月，Amazon.com上线，出售的第一本书是侯世达的《流体的概念和创意类比：计算机模型的基本机制的思路》。10月份，亚马逊公司开始面向公众，商品向多元化发展。在最初的两个月中，其商品销往了美国所有50个州以及其他45个国家，每周的销售额达到2万美元。
1996年，亚马逊公司在特拉华州进行了重组，并在1997年5月15日，以每股18美元的价格于纳斯达克证券市场展开首次公开募股，证券交易代码定位AMZN。亚马逊公司的第一份商业计划非常与众不同：它并不急切地期望在四到五年内实现大的盈利。这种“缓慢”的增长引起了许多股东的抱怨，他们认为这家企业的业绩增长不够迅速，无法使他们的投资提供合理的回报，甚至无法令公司在竞争中存活。然而当互联网泡沫于21世纪初爆发后，亚马逊公司并没有像大量的电子商务公司那样倒下，而一直生存了下来，并最终成为互联网零售业的巨头。2001年的第四季度，亚马逊首次实现了盈利：财报显示当季营收超过10亿美元，净利约500万。这或证明了贝索斯非传统的商业模式获得了成功。1999年，《時代》因亚马逊公司使网络购物风靡而将贝索斯设为当年的时代年度风云人物。
2014年8月25日，亞馬遜公司以9.7億美元收購Twitch.tv。2017年6月16日，亞馬遜公司以每股42美元現金，斥資137億美元收購全食超市。為此亞馬遜（Amazon）在2017年8月15日宣布將發行160億美元債券來籌集資金，而搶標的資金金額甚至達到490億美元。
2018年6月28日，亞馬遜公司斥資10億美元收購線上藥局PillPack。
2020年12月2日，據《華爾街日報》稱亞馬遜公司將以3億美元的價格收購20世紀福斯支持下發起的Podcast大型獨立製作公司Wondery，將成為Amazon Music的一部分，在線上串流媒體能和蘋果公司的Apple Music、Spotify等平台競爭。
2021年7月5日，亚马逊公司创始人贝索斯卸任CEO职务，此前负责亞馬遜雲端運算服務的安迪·贾西上任CEO职务。

## 产品与服务

### 零售
目前，亚马逊的零售商品线涵盖了图书、音像制品、软件、消费电子产品、家用电器、厨具、食品、玩具、母婴用品、化妆品、日化用品、运动用具、服装鞋帽、首饰等类目。1999年3月，亚马逊公司曾在Amazon.com发布线上的拍卖功能，然而这项功能在遭遇与eBay的竞争后宣告失败。9月，亚马逊发布了固定价格出售商品的zShop。翌年11月，亚马逊拍卖与zShop整合为亚马逊集市，为人们出售二手商品提供了平台。
2007年8月，亚马逊公司上线了售卖生鲜食品的亚马逊生鲜。消费者下单购买的商品可以在指定时间送到家中。最初仅允许居住在华盛顿州默瑟岛的用户体验，随后向西雅图、贝尔维尤、柯克兰等区域扩展。
2012年，出售绿色商品的Vine.com被发布，商品类目包括家居用品、服饰、百货。Vine.com由亚马逊公司于2010年收购的Quidsi公司所拥有，这家以细分领域电子商务为战略的公司，旗下还有出售婴幼儿用品的Diapers.com、出售宠物用品的Wag.com和出售玩具的YoYo.com等网站。此外，亚马逊公司辖下还有Zappos.com、Shopbop.com、Woot这些电子商务公司。
2014年5月5日，亚马逊公司与推特联手，开放用户从旗下微网志服务的推文直接购物。
2016年12月，宣布推出新技術無人商店「Amazon GO」概念，主打買東西免排隊結帳，拿了就走，系統則會偵測顧客購買行為自動於亞馬遜帳戶中扣帳。
2017年，亞馬遜公司宣布計劃在年底前以$134億美元收購全食超市。2017年8月23日，美国聯邦貿易委員會批准亞馬遜與全食超市的合併。

### 消费电子产品

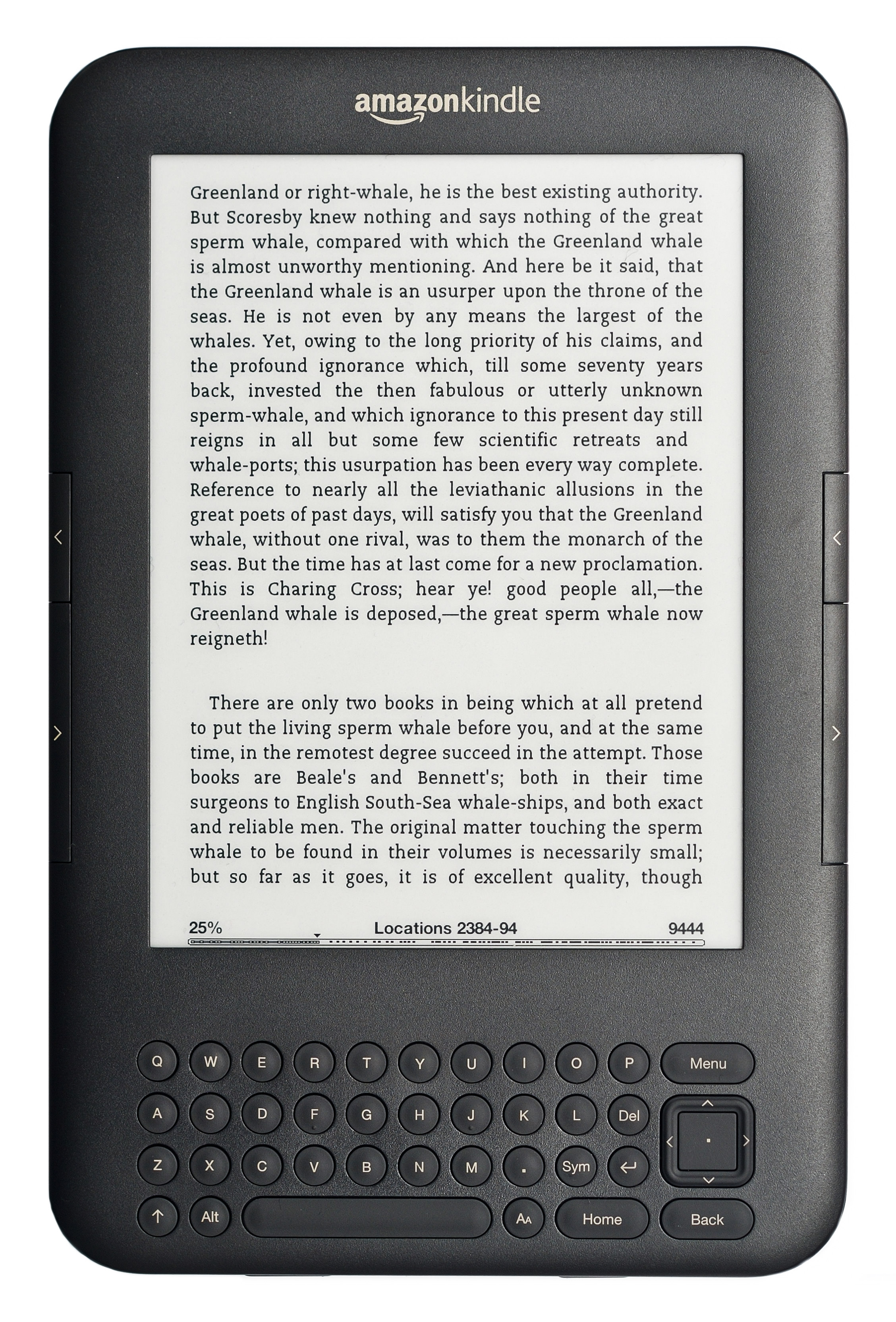
第三代Amazon Kindle阅读器

2007年11月，亚马逊发布了电子书阅读器Kindle，可通过无线网络购买和下载电子书内容。Kindle的屏幕应用了电子墨水技术，因此耗电量很低，同时也提供了更适应人眼阅读的展示方式。2011年，亚马逊公司又宣布进军平板电脑市场，推出运行在深度定制的Android系统上的Kindle Fire平板电脑。

### 數位内容
2010年7月，亚马逊宣布其2010年第二季度的电子书销量首次超越精装书的销量。当时，每售出100本精装实体书即已卖出143本电子书。而这个比例到6月底至7月初时进一步悬殊，达100比180。

### 出版业务
2007年，亚马逊收购独立出版机构Createspace。该部门下辖亚马逊公司管理，由Libby Johnson McKee先生独立运营。亚马逊国际文库(CreateSpace)帮助自助出版单位打印出自己在亚马逊平台上出版发行图书。亚马逊似乎在培养它与代理商和作家之间的关系。2007年11月19日,金读（Kindle Direct Publishing）电子出版平台上线，扩充了亚马逊内容供给的多样化渠道。2014年，亚马逊注册建立了Amazon Publishing(apub.com),进一步了优化内容供给渠道的质量，发行出版单位(Imprints)包括：47North (北面47号出版社)、Amazon Crossing（亚马逊穿越）、Amazon Encore（亚马逊昂克拉）、Grand Harbor Press（大坝出版社）、ICP Intercultural Press（文际学者出版社）、Jet City Comics（火箭城漫画社）、Lake Union（联合湖出版社）、Little A（小A出版社）、Montlake（蒙特湖出版社）、Skyscape（空域出版社）、StoryFront（故事符出版社）、Thomas & Mercer（托马斯和蒙瑟尔出版社）、Two Lions（双狮出版社）、Waterfall Press（瀑布出版社）等。
亚马逊公司自营的网上音乐商店亚马逊MP3于2007年9月25日启动，出售可下载的MP3格式的音乐。使用条款协议限制购买并下载的MP3的使用范围，不过亚马逊公司并未以数字版权管理加强诸类限制。亚马逊MP3销售的音乐来自于EMI、环球唱片、华纳兄弟唱片、索尼音乐娱乐世界四大唱片公司，同时也包含了一些独立制作的音乐。从2008年开始，亚马逊逐步地开始在世界其他地区推出其MP3音乐购买服务。

### 计算服务
2002年，亚马逊公司推出亚马逊网路服务系统，为开发者的网站和客户端提供诸多云计算远端Web服务。2006年3月，亚马逊简易储存服务上线，这是一项支持经由HTTP和BitTorrent协议将数据存储到服务器上的服务。
AWS為北美4大雲端服務提供者（CSP）之一。

### 连锁超市
亚马逊花140亿美元买了一家绿色食品连锁超市，美国健康食品超市Whole Foods。分析师指出，亚马逊买了Whole Foods ，后者在全国的431家店就可以成为"亚马逊鲜货自取"（Amazon Fresh Pickup）的取货店，也可以作为电器展销点，或者试点新发明。

## 网站

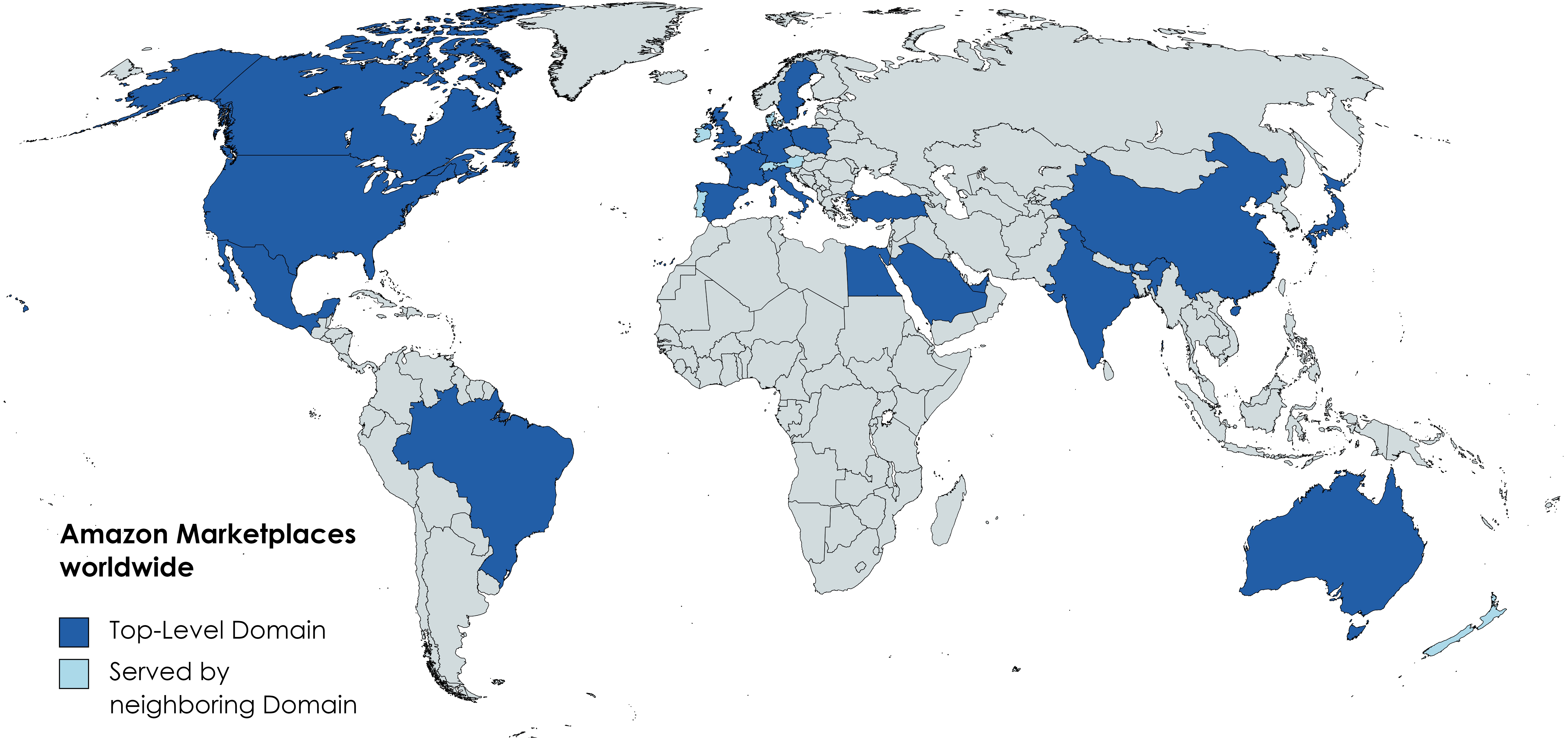
亞馬遜公司在全球的市場範圍

亞馬遜公司的网站主域名Amazon.com在2008年全年的瀏覽数量至少达到6.15亿，是当年沃尔玛超市店面顾客数量的两倍。为应对极高的访问流量，尤其是在圣诞季等购物节假日下的极端情况，亚马逊在其网站服务器的投资建设上不遗余力。
除了主域名之外，亚马逊还在世界上多个国家建立了本地化的网站，在商品、定价等方面存在差异化。
| 地域   | 司法管辖区     | 域名          | 始于       |
| ------ | -------------- | ------------- | ---------- |
| 亚洲   | 中华人民共和国 | amazon.cn     | 2004年9月  |
| 亚洲   | 印度           | amazon.in     | 2013年6月  |
| 亚洲   | 沙烏地阿拉伯   | amazon.sa     | 2020年6月  |
| 亚洲   | 日本           | amazon.co.jp  | 2000年11月 |
| 亚洲   | 新加坡         | amazon.sg     | 2017年7月  |
| 亚洲   | 阿联酋         | amazon.ae     | 2019年5月  |
| 欧洲   | 法國           | amazon.fr     | 2000年8月  |
| 欧洲   | 德国           | amazon.de     | 1998年10月 |
| 欧洲   | 義大利         | amazon.it     | 2010年11月 |
| 欧洲   | 荷蘭           | amazon.nl     | 2014年11月 |
| 欧洲   | 西班牙         | amazon.es     | 2011年9月  |
| 欧洲   | 英国           | amazon.co.uk  | 1998年10月 |
| 欧洲   | 土耳其         | amazon.com.tr | 2018年9月  |
| 欧洲   | 瑞典           | amazon.se     | 2020年10月 |
| 欧洲   | 波蘭           | amazon.pl     | 2021年3月  |
| 北美洲 | 加拿大         | amazon.ca     | 2002年6月  |
| 北美洲 | 墨西哥         | amazon.com.mx | 2013年8月  |
| 北美洲 | 美国           | amazon.com    | 1995年7月  |
| 大洋洲 |                | amazon.com.au | 2013年11月 |
| 南美洲 | 巴西           | amazon.com.br | 2012年12月 |
| 非洲   | 埃及           | amazon.eg     | 2021年9月  |

## 商业伙伴
在2006年6月30日前，在浏览器地址栏中输入玩具反斗城的域名ToysRUs.com之后，会跳出亚马逊官方网站中“玩具和游戏”的选项，不过这项合作由于一场诉讼宣告终止。亚马逊公司曾一度接管博德斯集团的网上书店直至2008年。2001年到2011年8月间，亚马逊公司为塔吉特百货公司运营零售网站。
目前，除了自营产品之外，Amazon.com上还经营着天美时、马莎百货、Lacoste、贝玲妃等品牌的网上零售店，亚马逊公司为他们提供了一个统一的多渠道平台。
2011年10月18日，亚马逊宣布与DC漫画达成合作，以提供包括超人、蝙蝠侠、绿灯侠、守护者等在内的系列作品的独家数字版版权，用户可以在亚马逊公司出品的Kindle Fire平板电脑上购买和阅读。而此举也令如巴诺书店这样知名的图书销售商不得不从书架上移除这些畅销书目。

## 工作场所
亚马逊公司在北美洲、拉丁美洲、欧洲、亚洲、非洲设立了多处办公室、订单履行中心、仓储、客户服务中心、软件开发中心。

### 总部
企业的全球总部设于美国西雅图，欧洲总部则位于卢森堡首都卢森堡市。
筹划中的第二总部—亚马逊HQ2。

### 软件开发中心
亚马逊多数的软件开发在西雅图进行，不过在世界其他地区也开设有研发中心并雇有软件研发团队。亚马逊公司的全资子公司A2Z也负责运行旗下一些站点。
- 北美洲
  - 美国：剑桥、查尔斯顿、库比蒂诺、橙县、旧金山、圣路易斯-奥比斯保、西雅图、坦佩
  - 加拿大：温哥华、多倫多、密西沙加
- 欧洲
  - 英国：斯劳、伦敦、爱丁堡、剑桥、曼城
  - 爱尔兰：都柏林
  - 罗马尼亚：雅西
- 亚洲
  - 中国：北京
  - 日本：东京
  - 印度：海得拉巴、班加罗尔、金奈
- 非洲
  - 南非：开普敦

### 客服中心
- 北美洲
  - 美国：肯纳威克、亨廷顿、大福克斯、温彻斯特
- 拉丁美洲
  - 哥斯达黎加：埃雷迪亚
  - 乌拉圭：蒙得维的亚
- 欧洲
  - 英国：爱丁堡
  - 德国：柏林
  - 爱尔兰：科克
- 亚洲
  - 中国：成都
  - 日本：札幌
  - 印度：海得拉巴
- 非洲
  - 南非：开普敦

### 订单履行和仓储
- 北美洲
  - 美国：菲尼克斯、固特異、帕特森、特雷西、圣贝纳迪诺、切斯特、丁威迪、斯特林、默弗里斯伯勒、黎巴嫩、米德尔敦、纽卡斯尔、杰佛逊维尔、普兰菲尔德、科菲维尔、坎贝尔斯威尔、希伯伦、列克星敦、路易维尔、罗宾斯维尔、弗利、北拉斯維加斯、纳舒厄、卡莱尔、黑泽尔顿、布瑞尼斯维尔、里维斯布里、列克星敦、斯帕坦堡、查塔努加、欧文、贝尔维尤、萨姆纳
  - 加拿大：密西沙加、三角洲
- 欧洲
  - 英国：鲁吉利、彼得伯勒、唐克斯特、赫默尔亨普斯特德、古罗克、邓弗姆林、克林姆莲、斯旺西
  - 法国：比奥讷河畔布瓦尼、萨朗、蒙特利马尔、塞夫雷
  - 意大利：圣乔瓦尼堡
  - 德国：巴特黑斯费尔德、莱比锡、韦尔内、莱茵贝格、格拉本、科布伦茨、普福尔茨海姆
  - 西班牙：圣费尔南多德埃纳雷斯
  - 荷兰：阿姆斯特丹
  - 斯洛伐克：布拉迪斯拉发
- 亚洲
  - 日本：市川、八千代、千叶、堺市、大东、大阪、川越、埼玉
  - 中国：北京（2个）、上海、广州（2个）、天津、哈尔滨、沈阳、西安、成都（2个）、武汉、苏州（昆山）、厦门、南宁

## 資訊科技發展
亚马逊旗下的網路雲端服務(Amazon Web Service)，在2019年4月30日宣佈了亚马逊管理区块链服务的普遍可用性。
2019年4月，亚马逊宣布展开一项称为「Amazon Project Kuiper」的长期计划，在低地球轨道上发射成千上万颗卫星，以提供全球数以千计无法大量访问高速连接互联网的人们提供高速，低延迟的连接，和为更多地区的客户提供高速LTE和5G无线连接。
2020年7月30日，亚马逊已经获得美国联邦通信委员会（FCC）的批准，可以发射和运营计划中的3236颗互联网卫星。亚马逊还宣布将向「Amazon Project Kuiper」计划提供超过100亿美元的资金，并建设所需的关键地面网络基础设施，意味着将向太空探索技术公司（SpaceX）的“星链”计划（Starlink）一较长短。

## 爭議
- 《紐約時報》2015年8月刊出了一篇由 Jodi Kantor 與 David Streitfeld 兩位記者耗時半年、長達 5,200 字的調查報導〈Inside Amazon: Wrestling Big Ideas in a Bruising Workplace〉，引發非常廣泛的討論，不僅文章本身在兩天內湧進超過 3,700 篇留言，一些活躍於矽谷科技圈的人士、媒體、亞馬遜員工，甚至亞馬遜創辦人兼執行長貝佐斯也連忙寫信告訴員工：「我不認得這個（《紐約時報》寫的）亞馬遜，希望你們也不認得。（I don't recognize this Amazon and I very much hope you don't, either）」[42]。
- 2017年3月，观察者网报道称亚马逊辱华。原来是Spreadshirt在亚马逊上销售Spreadshirt辱华事件中的涉事服装——分别印有“救一只狗，吃一个中国人”（英語：Save a dog, eat a Chinese）、“救一条鲨鱼，吃一个中国人”（英語：Save a shark, eat a Chinese）口号的T恤衫。根据观察者网的说法，亚马逊华裔员工常常在公司感受到歧视和侮辱，虽然由华裔员工要求亚马逊撤掉涉事商品，但是被公司先以“该商品未在中国/日本/印度区销售”为由拒绝，后来才实现相关诉求；此外，2016年11月，由于遭受到不公待遇，一名华裔工程师从亚马逊办公楼跳楼后身负重伤。[43]
- 2018年2月，《环球时报》报道称亚马逊辱华。原来是有第三方卖家在亚马逊及网站购物平台eBay上售卖一款儿童唐装，卖家提供的展示图片中，白人男孩身穿唐装，同时用手指向自己的眼角。根据环球时报的报道，亚马逊虽然删除了该商品的页面，却拒绝就事件道歉[44]。
- 2018年，美國總統唐納·川普批評亚马逊「只繳一點點，或甚至沒繳稅」，據調查2017年儘管亚马逊獲利56億美元，但當年沒有支付聯邦企業所得稅，[45]而大规模的经营活动让小零售商无法竞争，给他们带来伤害。特朗普还抱怨亚马逊公司支付给美國郵政署的快递资费太低，使得这个准政府机构每年损失数亿美元的收入。不过，美國郵政署表示与亚马逊公司之间的合同是盈利的。[46]
- 2019年8月，亚马逊销售支持香港獨立的T恤，其中一款印有「FREE HONG KONG DEMOCRACY NOW」（光復香港立即實行民主）的字样，另外还有香港特别行政区区旗和美国国旗相拼接图案、印有「Hong Kong is not China」（香港不是中國）等字样的T恤。亚马逊中国未就此事作出回应[47]。中國網友發現亚马逊售卖支持香港民主的T恤后，攻擊亞馬遜網站，將一些相關T恤的商品图片换成了印有中國爱国标语的中华人民共和国国旗，上面写着「犯我中华者虽远必诛」等口号。8月16日，亚马逊回应中国媒体表示“认可并尊重一国两制原则”。在回应之后，上述涉事T恤在亚马逊美国网站仍有售卖[48]。